# 1. ŽNL Bjelovarsko-bilogorska 2014./15.
Ovaj članak je podtema članka: 5. rang HNL-a 2014./15.

1. ŽNL Bjelovarsko-bilogorska u sezoni 2014./15. je predstavljala ligu prvog stupnja županijske lige u Bjelovarsko-bilogorskoj županiji, te ligu petog stupnja hrvatskog nogometnog prvenstva. 
 
Sudjelovalo je 12 klubova, a ligu je osvojio "Dinamo" iz Predavca. 

## Sustav natjecanja
Dvanaest klubova je igralo dvokružnu ligu (22 kola). 

## Ljestvica
| mj. | klub                             | ut. | pob. | ner. | por. | gol+ | gol- | bod |
| --- | -------------------------------- | --- | ---- | ---- | ---- | ---- | ---- | --- |
| 1.  | Dinamo Predavac                  | 22  | 16   | 4    | 2    | 68   | 28   | 52  |
| 2.  | Tomislav Berek                   | 22  | 14   | 2    | 6    | 62   | 34   | 44  |
| 3.  | Hajduk Hercegovac                | 22  | 12   | 3    | 7    | 46   | 33   | 39  |
| 4.  | Čazma                            | 22  | 11   | 4    | 7    | 53   | 37   | 37  |
| 5.  | Omladinac Ćurlovac               | 22  | 11   | 4    | 7    | 41   | 25   | 37  |
| 6.  | Bilo Velika Pisanica             | 22  | 9    | 6    | 7    | 37   | 32   | 33  |
| 7.  | Lasta Gudovac                    | 22  | 9    | 4    | 9    | 51   | 41   | 10  |
| 8.  | Trnski Nova Rača                 | 22  | 7    | 6    | 9    | 31   | 46   | 27  |
| 9.  | Bilogorac Veliko Trojstvo        | 22  | 6    | 6    | 10   | 31   | 42   | 24  |
| 10. | Kamen Sirač                      | 22  | 7    | 2    | 13   | 42   | 59   | 23  |
| 11. | Brestovac (Garešnički Brestovac) | 22  | 4    | 2    | 16   | 24   | 68   | 14  |
| 12. | BŠK Brezovac                     | 22  | 4    | 1    | 17   | 31   | 72   | 13  |

## Rezultatska križaljka
| kratica | klub                             | BILO | BILOG | BRE | BŠK | ČAZ | DIN | HAJ | KAM | LAS | OML | TOM | TRN |
| --- | -------------------------------- | ---- | ----- | --- | --- | --- | --- | --- | --- | --- | --- | --- | --- |
| BILO | Bilo Velika Pisanica             |      |       |     |     |     |     |     |     |     |     |     |     |
| BILOG | Bilogorac Veliko Trojstvo        |      |       |     |     |     |     |     |     |     |     |     |     |
| BRE | Brestovac (Garešnički Brestovac) |      |       |     |     |     |     |     |     |     |     |     |     |
| BŠK | BŠK Brezovac                     |      |       |     |     |     |     |     |     |     |     |     |     |
| ČAZ | Čazma                            |      |       |     |     |     |     |     |     |     |     |     |     |
| DIN | Dinamo Predavac                  |      |       |     |     |     |     |     |     |     |     |     |     |
| HAJ | Hajduk Hercegovac                |      |       |     |     |     |     |     |     |     |     |     |     |
| KAM | Kamen Sirač                      |      |       |     |     |     |     |     |     |     |     |     |     |
| LAS | Lasta Gudovac                    |      |       |     |     |     |     |     |     |     |     |     |     |
| OML | Omladinac Ćurlovac               |      |       |     |     |     |     |     |     |     |     |     |     |
| TOM | Tomislav Berek                   |      |       |     |     |     |     |     |     |     |     |     |     |
| TRN | Trnski Nova Rača                 |      |       |     |     |     |     |     |     |     |     |     |     |
| |                                  |      |       |     |     |     |     |     |     |     |     |     |     |
| podebljan rezultat - utakmice od 1. do 11. kola (1. utakmica između klubova) rezultat normalne debljine - utakmice od 12. do 22. kola (2. utakmica između klubova) rezultat nakošen - nije vidljiv redoslijed odigravanja međusobnih utakmica iz dostupnih izvora rezultat smanjen * - iz dostupnih izvora nije uočljiv domaćin susreta prekrižen rezultat - poništena ili brisana utakmica p - utakmica prekinuta 3:0 p.f. / 0:3 p.f. - rezultat 3:0 bez borbe n.i. - nije igrano |                                  |      |       |     |     |     |     |     |     |     |     |     |     |

 Izvori: 

## Vanjske poveznice
- nsbbz.hr, Nogometni savez Bjelovarsko-bilogorske županije